# Bardello (rivière)
Pour les articles homonymes, voir Bardello (homonymie).
Le Bardello est une rivière émissaire du lac de Varèse, dans la province de Varèse, en Lombardie et un affluent du Lac Majeur, donc un sous-affluent du Pô, par le Tessin.

## Géographie
La longueur de son cours d'eau est de 7 km.
Son débit moyen est de 2,5 m3/s.
Le Bardello rejoint le lac Majeur près de la commune de Besozzo, près de la ville d'Ispra.